# مینای طلایی
مینای طلایی (نام علمی: Mino anais) نام یک گونه از تیره سار و از دسته گنجشک‌سانان است.